# America's Next Top Model (quarta edizione)
La quarta edizione di America's Next Top Model è andata in onda dal 2 marzo al 18 maggio 2005 e il luogo di residenza dello show si sposta da New York a Los Angeles; lo slogan della stagione è stato Dive In (Immersione in...).

La destinazione internazionale è stata Città del Capo, Sudafrica.

La vincitrice è stata Naima Mora, ventenne di Detroit, Michigan, la quale ha vinto un contratto con la Ford Models, un servizio fotografico distribuito da Elle e un contratto di 100000 $ con la CoverGirl.

È la prima edizione nella quale si assiste ad una doppia eliminazione: nel settimo episodio infatti, Rebecca e Tiffany finirono al ballottaggio e vennero entrambe eliminate.

## Concorrenti
| Concorrenti            | Età1 | Città di provenienza             | Altezza | Posizione                  |
| ---------------------- | ---- | -------------------------------- | ------- | -------------------------- |
| Brita Petersons        | 25   | La Cañada Flintridge, California | 175 cm  | Eliminata nell'episodio 2  |
| Sarah Dankleman        | 21   | Baltimora, Maryland              | 175 cm  | Eliminata nell'episodio 3  |
| Brandy Rusher          | 19   | Houston, Texas                   | 173 cm  | Eliminata nell'episodio 4  |
| Noelle Staggers        | 20   | Reno, Nevada                     | 173 cm  | Eliminata nell'episodio 5  |
| Lluviana "Lluvy" Gomez | 21   | Modesto, California              | 175 cm  | Eliminata nell'episodio 6  |
| Tiffany Richardson     | 21   | Miami, Florida                   | 175 cm  | Eliminate nell'episodio 7  |
| Rebecca Epley          | 22   | Stillwater, Minnesota            | 178 cm  | Eliminate nell'episodio 7  |
| Tatiana Dante          | 18   | Maui, Hawaii                     | 178 cm  | Eliminata nell'episodio 8  |
| Michelle Deighton      | 18   | Terre Haute, Indiana             | 178 cm  | Eliminata nell'episodio 9  |
| Christina Murphy       | 24   | Tallahassee, Florida             | 178 cm  | Eliminata nell'episodio 10 |
| Brittany Brower        | 22   | Tallahassee, Florida             | 180 cm  | Eliminata nell'episodio 11 |
| Keenyah Hill           | 19   | Compton, California              | 180 cm  | Eliminata nell'episodio 13 |
| Kahlen Rondot          | 21   | Broken Arrow, Oklahoma           | 173 cm  | Seconda classificata       |
| Naima Mora             | 20   | Detroit, Michigan                | 174 cm  | Vincitrice                 |

 1 L'età delle concorrenti si riferisce all'anno della messa in onda del programma

## Makeover
- Brandy: Capelli rasati e riportati al colore naturale (castano scuro)
- Brita: Extension
- Brittany: Extension e frangia aggiunte
- Christina: Capelli volumizzati
- Kahlen: Capelli schiariti
- Keenyah: Taglio più corto
- Lluvy: Capelli tinti color mogano
- Michelle: Capelli tinti color biondo platino
- Naima: Taglio "Punk" e bi-color
- Noelle: Stiratura
- Rebecca: Extension
- Sarah: Taglio molto corto e sbarazzino
- Tatiana: Extension e volume
- Tiffany: Extension in stile Naomi Campbell

## Ordine d'eliminazione
| 1  | Rebecca   | Kahlen    | Rebecca   | Brittany  | Rebecca   | Kahlen    | Brittany  | Kahlen    | Kahlen    | Brittany  | Kahlen   | Naima   | Naima  |  |  |
| 2  | Christina | Rebecca   | Tatiana   | Kahlen    | Christina | Brittany  | Keenyah   | Christina | Christina | Kahlen    | Kahlen   | Kahlen  | Kahlen |  |  |
| 3  | Keenyah   | Naima     | Keenyah   | Michelle  | Tatiana   | Naima     | Naima     | Naima     | Naima     | Keenyah   | Naima    | Keenyah |        |  |  |
| 4  | Brita     | Kahlen    | Tiffany   | Keenyah   | Tiffany   | Christina | Michelle  | Keenyah   | Brittany  | Brittany  | Brittany |         |        |  |  |
| 5  | Naima     | Christina | Lluvy     | Christina | Keenyah   | Michelle  | Kahlen    | Brittany  | Keenyah   | Christina |          |         |        |  |  |
| 6  | Noelle    | Michelle  | Naima     | Rebecca   | Kahlen    | Tatiana   | Christina | Michelle  | Michelle  |           |          |         |        |  |  |
| 7  | Michelle  | Noelle    | Christina | Tatiana   | Naima     | Tiffany   | Tatiana   | Tatiana   |           |           |          |         |        |  |  |
| 8  | Sarah     | Sarah     | Brandy    | Naima     | Brittany  | Keenyah   | Rebecca   |           |           |           |          |         |        |  |  |
| 9  | Brandy    | Tatiana   | Noelle    | Tiffany   | Lluvy     | Rebecca   | Tiffany   |           |           |           |          |         |        |  |  |
| 10 | Brittany  | Brittany  | Michelle  | Noelle    | Michelle  | Lluvy     |           |           |           |           |          |         |        |  |  |
| 11 | Kahlen    | Lluvy     | Kahlen    | Lluvy     | Noelle    |           |           |           |           |           |          |         |        |  |  |
| 12 | Tatiana   | Keenyah   | Brittany  | Brandy    |           |           |           |           |           |           |          |         |        |  |  |
| 13 | Lluvy     | Brandy    | Sarah     |           |           |           |           |           |           |           |          |         |        |  |  |
| 14 | Tiffany   | Brita     |           |           |           |           |           |           |           |           |          |         |        |  |  |

- L'episodio 1 vede la messa in onda dei casting e l'ordine di chiamata delle finaliste è casuale.
- Nell'episodio 7, Rebecca e Tiffany sono al ballottaggio ed entrambe vengono eliminate.
- L'episodio 12 è il riassunto dei precedenti.

     La concorrente è stata eliminata
     La concorrente ha vinto il concorso

## Servizi fotografici
- Episodio 2: Alieni sopra Manhattan
- Episodio 3: Dog-sitter.
- Episodio 4: Segni zodiacali.
- Episodio 5: Diverse etnie per la promozionale del latte di mucca.
- Episodio 6: Sexy benzinaie sotto la pioggia.
- Episodio 7: Lotta con i cuscini per Wonderbra con Rib Hillis.
- Episodio 8: I sette peccati capitali.
- Episodio 9: Zoomorfe con un coccodrillo per Johnson & Johnson.
- Episodio 10: In un canyon.
- Episodio 11: Ballo con nativi africani per Unilever.
- Episodio 13: Pubblicità e servizio fotografico per CoverGirl.